# Manuel Westphal

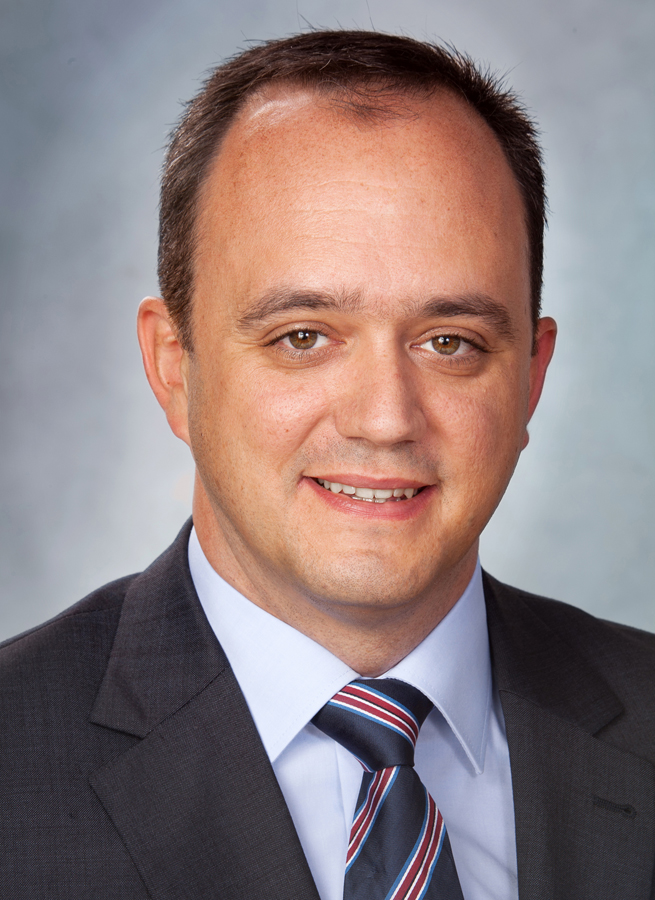
Manuel Westphal, 2012

Manuel Westphal  (* 23. September 1974 in Nürnberg) ist ein deutscher Politiker (CSU). Seit dem 1. Mai 2020 ist er Landrat des Landkreises Weißenburg-Gunzenhausen. Von Oktober 2013 bis zum 30. April 2020 war er Mitglied des Bayerischen Landtags.

## Lebenslauf
Manuel Westphal ist auf dem Bauernhof seiner Eltern in Meinheim aufgewachsen. Sein Vater ist Robert Westphal, langjähriger Bürgermeister Meinheims und 2011 kommissarischer Landrat des Landkreises Weißenburg-Gunzenhausen.
Nach dem Abitur 1994 absolvierte Westphal seinen Wehrdienst und die Ausbildung zum Reserveoffizier in Heidenheim. Rechtswissenschaften studierte er an der Friedrich-Alexander-Universität Erlangen-Nürnberg und an der Universität Salzburg. Seit 2003 ist er zugelassener Rechtsanwalt. Westphal ist verheiratet und hat zwei Söhne.
Bei der Landtagswahl 2013 gewann er das Direktmandat im Stimmkreis Ansbach-Süd, Weißenburg-Gunzenhausen und wurde 2018 in seinem Amt bestätigt. Am 15. März 2020 wurde er zum Landrat des Landkreises Weißenburg-Gunzenhausen gewählt. Dieses Amt trat er am 1. Mai 2020 als Nachfolger des aus Altersgründen ausscheidenden Amtsvorgängers Gerhard Wägemann an. In den Landtag rückte für ihn Alfons Brandl nach.

## Partei
Manuel Westphal ist seit 1994 Mitglied der CSU. Er ist Vorsitzender des CSU-Ortsverbandes Altmühltal. Im Oktober 2014 wurde Westphal  zum Bezirksvorsitzenden des CSU-Arbeitskreises Schule, Bildung und Sport in Mittelfranken gewählt. Seit 2015 ist er außerdem Mitglied des Landesvorstandes des CSU-Arbeitskreises Schule, Bildung und Sport. Am 13. Mai 2015 wurde er einstimmig zum Vorstand des CSU-Kreisverbandes Weißenburg-Gunzenhausen gewählt.